# Þjórsá Lava
Þjórsá Lava è stata la più grande eruzione vulcanica in Islanda (sia per superficie coinvolta che per volume eruttato) ed è il frutto della più grande quantità di lava eruttata in una singola eruzione nell'Olocene. 
Appartiene ad un gruppo di lave conosciute come lave Tungná. L'eruzione avvenne nella regione di Veiðivötn, nell'Islanda centrale, intorno al 6650 a.C. L'area del cratere è coperta da lave più giovani ed eruttive. Il Þjórsá Lava non appare in superficie fino a 70 km a valle del suo presunto cratere. Nelle pianure dell'Islanda del Sud la lava ha coperto vaste aree nei distretti di Landsveit, Gnúpverjahreppur, Skeid e Flói. I principali fiumi del sud dell'Islanda, Þjórsá e Ölfusá, scorrono lungo argini di lava, da est ad ovest, per 25 km, sfociando nel mare con una lunga spiaggia ricoperta di lava.
Il livello del mare sembra essere stato circa 15 m inferiore a quello odierno, quando vi fu l'eruzione. In conseguenza dell'aumento del livello del mare, l'oceano ha inondato il fronte lavico in modo tale che la sua linea di confine è stata sommersa per diverse centinaia di metri verso il largo e una zona del litorale può essere ispezionata lungo la spiaggia. Le città di Selfoss, Eyrarbakki e Stokkseyri sono costruite sulla lava. La superficie interessata è di circa 970 km², lo spessore di circa 26 m e il volume intorno ai 26 km³. La lava Þjórsá è porfirica con grandi aree colorate di feldspato fenocristallo, in un letto nero con una massa a grana fine.
La parte litorale del Þjórsá Lava può essere osservata al largo delle dighe di Stokkseyri e Eyrarbakki. Durante la bassa marea, le onde dell'Atlantico si frangono sul fronte lavico sommerso al largo, ma più vicino alla costa si notano piccoli canali di lava piatta, ricoperti da alghe, lungo la spiaggia.